# Изабела Баварска
Изабела Баварска, такође позната и као Елизабета (око 1370 – 24. септембра 1435) је била француска краљица (1385–1422), супруга Шарла VI. Рођена је у породици Вителсбах, као најстарија ћерка Стефана III Баварског и Тадеје Виконти од Милана. Са 15 или 16 година, Изабела је послата код младог краља Шарла у Француску. Пар се венчао три дана након што су се упознали. Изабела је званично проглашена краљицом 1389. године на раскошној церемонији крунисања и тријумфалним уласком у Париз. Карло је 1392. године претрпео први напад своје доживотне менталне болести, што је резултирало делимичним повлачењем са престола. Епизоде лудила догађале су се све чешће, остављајући двор раздељен у подршци политичким фракцијама. Инцидент из 1393. године на маскенбалу умало је довео до смрти краља Шарла. Иако је краљ тражио да се Изабела склони из његове близине током своје болести, он јој је практично дозволио да делује у његово име. На тај начин је Изабела постала регентица, држећи у својим рукама много више моћи него што је то било уобичајено за француску краљицу.
Карлова болест створила је вакуум моћи који је на крају довео до грађанског рата између Армањака и Бургундинаца, односно између присталица краљевог брата Луја I Орлеанског са једне и војвода Бургундије са друге стране. Изабела је често прелазила са једне на другу страну, тражећи у савезништвима своје интересе. Када је пратила Армањаке, Бургундинци су је оптужили за прељубу са Лујем Орлеанским. Када је стала на страну Бургундијаца, Армањаци су је уклонили из Париза и затворили је. Године 1407. Јован II Неустрашиви је убиством једног Орлеанца поново потпалио сукоб. Рат се завршио убрзи након што је Изабелин најстарији син Шарл извршио атентат на Јована 1419. године. Изабела је присуствовала потписивању Уговора из Троа 1420. године, којим је одлучено да енглески краљ наследи француску круну након Шарлове смрти. Живела је у окупираном Паризу све до смрти 1435. године.

## Порекло и младост
Изабелини родитељи били су војвода Стефан III Баварски и Тадеа Виконти. Највероватније је рођена у Минхену, где је крштена као Елизабета у цркви Свете Госпе. Била је унука светоримског цара Лудвига IV из династије Вителсбах. Баварска се у то време убрајала међу најмоћније немачке државе и била је под влашћу породице Вителсбах. Изабелин стриц, војвода Фридрих Баварски, предложио је 1383. године да Изабела буде понуђена за вереницу француског краља Шарла VI. Предлог је поновљен на раскошном бургундском двоструком венчању у Камбреу 1385. године. Јован Неустрашиви и његова сестра Маргарета Бургундска венчали су се Маргаретом и Вилијамом од Баварсе, Шарл, који је тада имао 17 година, присуствовао је венчањима. Био је привлачан, физички способан младић, који је уживао у лову и био вољан да се ожени.
Шарлов ујак, Филип II Смели, сматрао је да предложени брак идеалном приликом за склапање савеза са Светим римским царством против Енглеза. Изабелин отац невољно се сложио и послао ју је у Француску заједно са својим братом, а њеним ујаком, под изговором да иде на ходочашће у Амијен. Према савременом хроничару Жану Фросару, Изабела је имала око 16 година у време склапања брака, што сугерише да се родила око 1370. године. Пре него што је стигла у Париз, Изабела је посетила Ено, где је провела око месец дана, боравећи са својим праујаком, војводом Албертом I, грофом Холандије. Албертова супруга Маргарет из Брежа заменила је Изабелин баварски стил облачења француском одећом. Стара Изабелина одећа сматрана је неприкладном француским дворским обичајима. Дана 13. јула 1385. године отпутовала је у Амијен, како би се упознала са Шарлом.
Фросар пише о састанку Изабеле и Шарла у својој хроници. Он казује да је Изабела стајала непомично, док је била прегледана, испољавајући савршено понашање по стандардима свог времена. Договорено је да се пар венча у Арасу. Шарл је на првом сусрету осетио "да срећа и љубав улазе у његово срце, јер је видео да је она лепа и млада, и зато је силно пожелео да је поседује". Још није говорила француски језик и можда није одражавала идеалну лепоту тог поднебља, јер је наследила тамне италијанске црте своје мајке. Ипак, Шарлу се сигурно свидела, па су се венчали три дана касније. Шарл је очигледно волео своју младу супругу. Поводом прве прославе Нове године, Шарл је поклонио Изабели црвено баршунасто седло, украшено иницијалима К и Е (Карол и Елизабета), а наставио је да јој поклања прстење, прибор за јело и одећу. Дан након венчања, Шарл је кренуо у војну кампању против Енглеза, а Изабела је отишла у Креил, да живи са својом прабабом Бланком од Наваре. Септембра месеца боравила је у дворцу Венсену, где јој се током првих година брака Шарл често придруживао.

## Крунисање
Изабела је крунисана 23. августа 1389. године раскошним церемонијалним уласком у Париз. Њена рођака Валентина Виконти, која се удала за Луја Орлеанског (Шарловог млађег брата) две године раније путем пуномоћја и папског одобрења, такође је стигла у Париз. Из Милана, она је дошла са 1300 витезова и раскошним пртљагом који је укључивао књиге и харфе. Младе су биле обучене у раскошну одећу и јахале су у пратњи витезова. Поворка је трајала од јутра до вечери. Улице су биле прекривене платнима који су приказивали сцене из крсташких ратова и друге мотице. Више хиљада мештана стајало је дуж руте. Са једне стране били су одевени у зелено, а са друге у црквено. Процесија је започела од Порте Сен Дени, вијугајући се до Руе Сен Дени, пре доласка у Нотр Дам. Након Изабелиног крунисања, поворка се вратила из катедрале, трасом око које је било упаљено 500 свећа. Да би се платио екстравагантни догађај, порези у Паризу прикупљани су током следећа два месеца.

## Шарлова болест
Шарл је 1392. године претрпео први од својих напада лудила, када је врућег августовског дана испред Ле Мана напао своје витезове домаћине, укључујући и брата Луја Орлеанског. Убио је четворицу људи. Након тога је пао у кому која је трајала четири дана. Било је мало вероватно да ће се опоравити. Његови ујаци, војвода Бургундски и Берија, искористили су његову болест и брзо преузели власт над Француском, проглашавајући се регентима. Краљев изненадни напад лудила једни су доживљавали као знак божјег гнева и казне, а други као резултат магије. Савремени научници нагађају да је можда патио од параноидне шизофреније. Краљ је фраћен у Ле Ман, где је Гиљем де Харсињи, поштовани и добро образовани лекар од 92 године, позван да га лечи. Шарлова болест постепено се повукла и он се вратио у Париз септембра месеца.
Лекар је краљу препоручио забаву. Један дворанин предложио је Шарлу да изненади Изабелу и остале дворске даме, доводећи групу дворанина са којима ће се прерушити у "дивље мушкарце" и упасти на маскенбал поводом удаје Изабелине слушкиње Катарине Фаставерин. Овај догађај познат је као "Бал Дивљих људи" (фр. Bal des Ardents). Шарл је замало убијен, а четворица плесача су живи изгорели, када је искра бакље коју је Орлеан донео запалила једну од хаљина плесача. Катастрофа је поткопала поверење у Шарлову способност да управља земљом. Парижани су претили да се побуне против племства. Негодовање јавности присилило је краља и Орлеанце, да пруже покајање због догађаја.
Следећег јуна краљ је доживео свој други продужени напад лудила. Уклонили су га на око шест месеци и поставили образац који ће важити током наредне три деценије. Фросар је нападе описивао тешким толико да краљу ниједан лек није могао помоћи, иако се од првог напада опоравио у року од неколико месеци. Првих 20 година болести његови периоди луцидности били су кратки, због чега је био способан да влада. Предложено је да у тренуцима лудила власт преузме регент, мада је било несигурно да лу је он требало преузети пуну власт живог монарха. Када краљ није био при чистој свести, власт су преузимали Луј Орлеански и Јован Неустрашиви (бургундски војвода), који су намеравали да трајно преузму власт.
Када се Шарл разболео 1390-тих година, Изабела је имала 22 године; имала је већ троје деце и већ је изгубила двоје новорођенчади. У тежим периодима болести, Шарл није могао да је препозна, те је тражио да напусти просторију. Како се болест погоршавала, оптуживао ју је да га је напустила, поготово када се преселила у своју резиденцију Барбете. Како краљ није препозванао своју жену, током периода лудила имао је љубавницу - Одету де Шампдивер, ћерку трговца коњима. Одета је физички подсећала на Изабелу и називана је "малом краљицом". Вероватно је до 1405. године и преузела ову улогу, уз Изабелину сагласност. Ипак, и током овог периода краљ је имао сексуалне односе са својом законитом супругом. Последња трудноћа Изабеле била је 1407. године. Записи бележе да се налазила у краљевој соби 23. новембра 1407. године, у ноћи атентата на Луја Орлеанског, а и касније, током 1408. године. Шарлова болест наставила се све до његове смрти. Краљевски пар и даље је осећао обострану љубав. Са Изабелом је Шарл размењивао писма и поклоне и током периода луцидности. Током дужих напада лудила се од ње дистанцирао.

## Политичке фракције и рана дипломатска улога
Изабелин живот је добро документован највероватније због тога што је Шарлова болест ставила краљицу у неуобичајени положај моћи. Ипак, о њеним личним карактеристикама не зна се много. Хроничари је описују и као "малу бринету" и као "високу плавушу". Савремени извори су контрадикторни. Хроничари су за њу рекли и да је била "лепа и хипнотична" и да је веома гојазна. Упркос томе што је живела у Француској, разговарала је са јаким немачким акцентом, који се временом није губио.
Адамс описује Изабелу као талентованог дипломату. Шарл је крунисан 1387. године, са 20 година. Једна од његових првих мера била је отпуштање ујака и враћање тзв. Мармоуса, поданика одговорних његовом оцу Шарлу V. Ускоро је и Орлеанском дао већу одговорност. Неколико година касније, приликом Шарловог првог напада лудила, појавило се непријатељство између Орлеанског и краљевих ујака Филипа Смелог, Јована, војводе Берија и Луја II од Бурбона. Изабела је била присиљена да преузме улогу представника свог мужа и арбитра у борбама фракција, које су трајале дуго низ година.
Већ касних 1380-тих и раних 1390-тих година Изабела је показала своје дипломатске вештине, када је фирентинска делегација затражила њену политичку интервенцију у афери Ђан Галеацо Виконти. Орлеански и војвода од Бургундије били су про-Виконтијевска странка, док су њихови противници били Луј VII Баварски и Јован III Армањак. Изабела тада није имала политичку моћ да утиче на сукоб. Неколико година касније, на венчању своје седмогодишње ћерке Изабеле Ричардом II Енглеским из династије Плантагенета, Изабела успешно преговара о савезу Француске и Фиренце са фирентинским амбасадором Буонакорсом Питијем.
Жан Герсон са Париског универзитета је 1390-тих година организовао концил на коме је требала бити окончана Западна шизма. Изабела је била једна од чланица савета. Французи су желели да авињонски и римски папа истовремено абдицирају у корист новог папе који би столовао у Риму. Папа Климент VII из Авињона поздравио је Изабелино присуство на концилу. Током свог краткотрајног опоравка, Шарл је одобрио Изабели да буде "главни чувар Дофена", њиховог сина, све док није навршио 13 година. Тако је Изабела стекла додатну политичку моћ. Орлеанци су добили права регентства, што је појачало јаз међу фракцијама.
Шарл је довољно веровао Изабели да би јој до 1402. године препустио улогу арбитра између Орлеанаца и Бургунђана. Такође јој је поверио и контролу над ризницом. Након што је умро Филип Смели 1404. године, његов син Јован Неустрашиви постао је бургундски војвода. Он је покушао да добије приступ краљевској ризници. Орлеанци су сматрали да бургундски војвода узурпира власт у корист својих интереса, а Изабела се удружила са Орлеанцима како би заштитила интересе круне и своје деце. Почеле су да круже гласине да су краљица и Луј љубавници. Таква веза би се сматрала инцестом. Да ли су њих двоје заиста били интимни, испитивали су историчари. Оваква вест могла је да послужи као пропаганда против краљице и Орлеанаца, можда као реакција на повећање пореза из 1405. године. Истовремено се појавио и пропагандни памфлет који је наговештавао краљичине односе са Лујем Орлеанским.
Јован Неустрашиви је оптужио Изабелу и Орлеанског за лоше управљање финансијама и поново је тражио ризницу за себе, као надокнаду за губитак краљевских прихода након смрти његовог оца. Јован је подигао војску од 1000 витезова са којом је ушао у Париз 1405. године. Орлеанци су се ужурбано повукли са Изабелом у утврђени дворац Мелун. Јован је кренуо у потеру, заробивши краљевог сина и одводећи га натраг у Париз. Војвода од Берија убрзо је преузео бригу над сином. Шарл је тада био луцидан и није могао да утиче на развој ситуације. Отимање краљевог сина замало је довело до избијања рата. Орлеанац је подигао војску, док је Јован наговарао Парижане на устанак. Они су то одбили, исказујући верност краљу и његовом сину. Бери је постављен за команданта Париза, а градске капије су закључане. Изабела је учествовала у поступку измирења.

## Убиство Луја Орлеанског
Јован Неустрашиви је 1407. године наредио атентат на Луја Орлеанског. Дана 23. новембра ангажоване убице напале су војводу док се враћао у своју прашку резиденцију. Одсекли су му руку којом је држао коњске узде и усмртили га мачевима, секирама и дрвенима палицама. Јован је прво негирао умешаност у атентат, али је убрзо признао да је дело учинио у част краљице, тврдећи да је осветлио образ монархије због наводне прељубе Изабеле са Лујем. Краљеви ујаци приморали су Јована да напусти Париз, док је Краљевско веће покушало да издејствује помирење кућа Бургундије и Орлеанаца.
Изабела је извела трупе на улице Париза, како би заштитила дофена Луја. Напустила је град и отишла у Мелун. Шарл је потписао уредбу којом је тринаестогодишњаку дао овлашћење да влада у краљичином одсуству. Изабела је припремала Дофена да преузме улогу краља. Формирала је и савезе ради постизања тог циља. У овом тренутку је утицај краљице био пресудан у борби за власт. Физичка контрола над њом и краљевом децом постала је важна за обе стране, те је Изабела често била приморана да мења савезнике. На страни Бургундинаца била је од 1409. до 1413. године, а следеће две године била је поново на страни Орлеанаца.
Након мира у Шартру марта 1409. године, Јован Неустрашиви је враћен у Краљевски савет, након јавног помирења са Лујевим сином Шарлом, војводом Орлеанским, у катедрали у Шартру. Свађа се ипак наставила. Децембра исте године је Изабела поставила Јована за управника Париза и ментора Дофена. Војвода бургундски је тада контролисао и престоницу и Дофена. Био је популаран у Паризу због противљења порезима које су 1405. године увели краљица и Луј. Орлеанци су се разљутили краљичиним поступцима и 1410. године кренули у Париз како би "спасли" Дофена од утицаја војводе. Како би се ублажила напетост, 1409. године склопљен је брак Изабелине ћерке Михаеле од Валоа и Филипа III Бургундског. 

## Грађански рат
Упркос Изабелиним напорима да одржи мир, грађански рат Армањака и Бургундинаца избио је 1411. године. Јован је био у предности током прве године рата, али је Дофен почео да гради базу моћи. Кристина Пизанска је написала да је он био спаситељ Француске. Са само 15 година, недостајало му је снаге и подршке да победи Јована, који је подигао устанак у Паризу. Као одмазду против акција Јована Неустрашивог, Шарл Орлеански је ускратио средства из краљевске благајне свим члановима краљевске породице. Године 1414. уместо да дозволи сину (који је тада имао 17 година), да води државу, Изабела се удружила са Шарлом Орлеанским. Дофен је променио страну и пришао Јовану Неустрашивом, што је Изабела сматрала непромишљеним и опасним. Резултат тога био је наставак грађанског рата у Паризу. Парижани су удружили снаге са Јованом у устанку Кабошинаца. Група месара ушла је у Изабелину кућу у потрази за издајницима, ухапсила и одвела око 15 њених дворских дама.
Енглески краљ Хенри V окористио се унутрашњим борбама у Француској и напао њену северозападну обалу, а 1415. године нанео је велики пораз француској војсци код Аженкура. Скоро читава генерација генерала је изгинула или пала у заробљеништво у само једном дану. Јован, који се још увек борио са краљевском породицом и Орлеанцима, остао је неутралан, док је Хенри наставио да осваја градове у северној Француској. Дофен Луј је децембра 1415. године изненада умро у 18. години живота. Изабелин политички статус је сада постао нејасан. Дофен је постао Јован од Турена, њен седамнаестогодишњи (четврти) син, који је одрастао на двору војводе Вилијама II Баварског у Еноу. У браку са грофицом Жаклином од Еноа, нови Дофен је био присталица Бургундинаца. Вилијам је одбио да га пошаље у Париз. Тамо су беснели немири, пошто су Бургундинци пљачкали град, а Парижани се побунили против другог таласа повећања пореза, који је покренуо гроф Бернард VII Армањак. Изабела је покушала интервенисати, договарајући састанак са Жаклином 1416. године, али су Орлеанци одбили дозволити Изабели да се помири са Бургундинцима. Вилијам је наставио спречавати долазак Дофена у Париз.
Године 1417. Хенри Енглески је напао Нормандију са 40.000 војника. Априла те године Дофен је умро, а Изабелин шести и последњи син Шарл постао је Дофен (са 14 година). Био је верен за Марију Анжујску и фаворизовао је Орлеанце. Они су затворили Изабелу у Турцу и одузели јој личну имовину. Бургундинци су, међутим, октобра месеца ослободили краљицу. Изабела је остала у савезу са Бургундинцима до потписивања уговора у Троу. У почетку је преузела улогу јединог регента, али је јануара 1418. године предала своју функцију Јовану Неустрашивом. Изабела и Јован су укинули парламент и приступили су осигурању контроле над Паризом и краљем. Јован је 28. маја 1418. године на силу преузео власт над Паризом. Дофен је побегао из града. Изабела га је позивала да им се придружи, али је овај одбијао. Јован и Изабела су 14. јула ушли у град. Након што је преузео титулу Дофена, Шарл је преговарао о примирју са Јованом. До састанка је дошло 10. септембра 1419. године на мосту у Монтереу. На Јована је том приликом извршен атентат. Јованова смрт окончала је грађански рат.

## Споразум у Троу и последње године
До 1419. године Хенри је заузео највећи део Нормандије. Нови бургундски војвода Филип Добри се удружио са Енглезима, вршећи велики притисак на Француску и Изабелу, који су остали лојални краљу. Године 1420. Хенри је послао изасланика да уговори сусрет са краљицом. Француска је званично била без наследника престола и пре уговора у Троу, пошто је краљ Шарл разрешио свог сина, оптужујући га за кршење мира и атентат на војводу Бургундије. Сматрао га је недостојним престола и било које титуле. Шарл Орлеански, следећи по хијерархији наследник по Салијском закону, био је заробљен у бици код Аженкура и утамничен у Лондону.
У недостатку званичног наследника престола, Изабела је пратила Шарла приликом потписивања споразума у Троу (мај 1420. година). Шарл је по њему остао краљ Француске, а Хенри се оженио Изабелином и Шарловом ћерком Катарином. Задржао је власт над територијама у Нормандији које је заузео, а проглашен је Шарловим наследником. Изабела је требала да остане да живи у Паризу кога су контролисали Енглези. Шарл је умро октобра 1422. године. Хенри је умро раније исте године. Са Катарином је имао сина Хенрија VI, који је проглашен краљем Француске, према споразуму у Троу. Војвода Бедфорд је деловао као регент. Поново су кружиле гласине о Изабелином промискуитету. Њен лик служио је да се искаже супротност девичанству Јованке Орлеанке. Појавиле су се и гласине да Шарл VII није син Шарла VI. Постојали су и трачеви да је Јованка Орлеанка незаконита ћерка Изабеле и Луја Орлеанског. Међутим, готово је сигурно да је Јованка Орлеанка рођена неколико година након погибије Луја Орлеанског.
Изабела је уклоњена са политичке сцене. Наставила је да живи у резиденцији Сен Пол, са другом супругом свог брата, Катарином од Аленкона. Умрла је 1435. године.

## Репутација и заоставштина
Изабелу су историчари у прошлости оцењивали као безобзирног, слабог и неодлучног вођу. Модерни историчари данас сматрају да је Изабела играла необично активну улогу у политици свог времена, далеко активнију него што је то било уобичајено за француске краљице. Изабела је била приморана да на себе преузме одговорност због Шарлове болести. Њени критичари прихватили су искривљена тумачења њене улоге у вези са преговорима са Енглезима, који су резултирали склапањем споразума у Троу, као и гласинама о њеној љубавној вези са војводом Орлеанским. Гибонс пише да је задатак краљице био да обезбеди наследника престола и да се брине о свом мужу. Историчари су раније писали да Изабела ни у једном погледу није била успешна, те да је још једна у низу негативаца у историји. Гибонс пише да је чак и њен физички изглед неизвестан; њени прикази варирали су у зависности од тога да ли је требала бити приказана као добра или као зла.
Говорило се да је Изабела била лоша мајка, оптужена за "инцест, издају, лажи и расипништво". Адамс пише да су Изабелу поново преиспитали историчари крајем 20. века, ослобађајући је многих оптужби, које су нарочито истакнуте у Гибонсовом раду. Надаље, Адамс признаје да је веровао у наводе против Изабеле, све док и сам није продро у суштину савремених хроника. Тамо је пронашао мало доказа који су говорили негативно о краљици, осим неких гласина, чија је истинитост упитна.
Након појаве краљеве болести, уврежено мишљење оног времена било је да је Шарлова ментална болест и неспособност да влада последица Изабелиног чаробњаштва. Појавиле су се гласине да је 1380-тих година двор био препун чаробњаштва. Валентина Виконти, Лујева супруга, приморана је 1397. године да напусти Париз, јер је била оптужена да практикује магију. На двор лудог краља долазили су шарлатани са обећањима о лековима. Састављани су спискови са оптуженима за бацање чини против краља. На свим списковима појављивало се Изабелино и Лујево име.
Изабела је оптуживана да је неумерено трошила новац на скупоцене хаљине, украшене драгуљима и на скупе плетене фризуре. Године 1406. појавио се сатирични памфлет на коме су били пописани наводни Изабелини љубавници. Оптужена је, такође, и да је Француску водила у грађански рат, због неспособности да подржи једну фракцију. Описана је као Немица "празне главе". Историчари 18. и 19. века описивали су Изабелу као "прељубницу, расипницу, сплеткароша...". Помиње се у популарној књизи Лујзе де Каралио (1758-1822) о "лошим краљицама" пре Марије Антоанете. Датум њеног венчања за Шарла (17. јул 1385) убрајан је међу најстрашније датуме француске историје. Њена наводна веза са војводом Орлеанским предмет је књиге Маркиза де Сада "Histoire secrete d'Isabelle de Baviere, reine de France" из 1813. године. Ипак, сам Маркиз де Сад признао је да су његове оптужбе неосноване.

## Деца
Дванаесторо деце Изабеле Баварске потврђено је у историјским изворима. Имала је шесторицу синова и шест кћери. Први син рођен је 1386. године, али је умро као новорођенче. Последњи син Филип рођен је 1407. године и живео је само један дан. Тројица других синова умрли су млади. Тек је најмлађи син Шарл VII доживео пунолетство. Пет од шест ћерки је преживело. Четири су биле удате, а једна, Марија (1393-1438), је била послата у манастир са четири године. Син рођен 1386. године звао се Шарл. Ћерка Жана рођена је две године касније, и живела је до 1390. године. Друга ћерка, Изабела, рођена је 1389. године и удала се у седмој години живота за енглеског краља Ричарда II. Након његове смрти удала се за Шарла Орлеанског. Трећа ћерка, Жана (1391-1433), удала се за Јована V од Бретање. Четврта ћерка Микела (1395-1422), била је прва супруга Филипа Доброг. Умрла је без деце у 27. години. Катарина Валоа (1401-1438), удала се за Хенрија V и тако постала краљица Енглеске. Након његове смрти преудала се за Овена Тјудора. Дофен Шарл (1392-1401) умро је у осмој години. Дофен Луј (1397-1415) био је ожењен Маргаретом Бургундском и умро је са 19 година. Дофен Јован (1398-1417) био је ожењен Жаклином од Еноа. Шарл VII (1403-1461) био је ожењен Маријом Анжујском.
Према савременим изворима, Изабела је била у непосредној близини своје деце током њиховог детињства. Стално их је водила са собом на путовања, куповала им је поклоне, писала писма, куповала религијске књиге и организовала образовање својих ћерки. Одупирала се раздвајању од деце и реаговала против слања синова у друге породице. Пинтоин бележи да је била престрашена брачним уговором који је одредио да њен трећи син Јован буде послат да живи у Ено. Одржавала је везе са својим ћеркама и после склапања њихових бракова. Често им је писала писма.

### Галерија Изабелиних синова и кћери
- Минијатура с краја 15. века у Фросаровој "Хроници" која приказује Изабелу Валоа која се удаје за енглеског краља Ричарда.
- Жана од Француске на минијатури с краја 17. или почетка 18. века, на венчању са Јованом од Бретање.
- Михела Валоа, прва супруга Филипа Доброг.
- Катарина Валоа упознаје Хенрија Енглеског, дрворез из 19. века, Едмунд Еванс.
- Шарл VII Француски, портрет из средине 15. века, Жан Фуке.
- Дофен Луј, војвода Гијене.
- Породично стабло VI и Изабеле Баварске.

## Породично стабло
|  |                                                |  |  |  |  |  |  |  |  |  |  |  |  |  |  |  |
|  | 16. Лудвиг II, војвода Баварске                |  |  |  |  |  |  |  |  |  |  |  |  |  |  |  |
|  |                                                |  |  |  |  |  |  |  |  |  |  |  |  |  |  |  |
|  |                                                |  |  |  |  |  |  |  |  |  |  |  |  |  |  |  |
|  | 8. Лудвиг IV, цар Светог римског царства       |  |  |  |  |  |  |  |  |  |  |  |  |  |  |  |
|  |                                                |  |  |  |  |  |  |  |  |  |  |  |  |  |  |  |
|  |                                                |  |  |  |  |  |  |  |  |  |  |  |  |  |  |  |
|  | 17. Матилда од Хабзбурга                       |  |  |  |  |  |  |  |  |  |  |  |  |  |  |  |
|  |                                                |  |  |  |  |  |  |  |  |  |  |  |  |  |  |  |
|  |                                                |  |  |  |  |  |  |  |  |  |  |  |  |  |  |  |
|  | 4. Стефан II Баварски                          |  |  |  |  |  |  |  |  |  |  |  |  |  |  |  |
|  |                                                |  |  |  |  |  |  |  |  |  |  |  |  |  |  |  |
|  |                                                |  |  |  |  |  |  |  |  |  |  |  |  |  |  |  |
|  | 18. Болко I Сурови                             |  |  |  |  |  |  |  |  |  |  |  |  |  |  |  |
|  |                                                |  |  |  |  |  |  |  |  |  |  |  |  |  |  |  |
|  |                                                |  |  |  |  |  |  |  |  |  |  |  |  |  |  |  |
|  | 9. Беатриче од Шлезије                         |  |  |  |  |  |  |  |  |  |  |  |  |  |  |  |
|  |                                                |  |  |  |  |  |  |  |  |  |  |  |  |  |  |  |
|  |                                                |  |  |  |  |  |  |  |  |  |  |  |  |  |  |  |
|  | 19. Беатриче од Бранденбурга                   |  |  |  |  |  |  |  |  |  |  |  |  |  |  |  |
|  |                                                |  |  |  |  |  |  |  |  |  |  |  |  |  |  |  |
|  |                                                |  |  |  |  |  |  |  |  |  |  |  |  |  |  |  |
|  | 2. Стефан III Баварски                         |  |  |  |  |  |  |  |  |  |  |  |  |  |  |  |
|  |                                                |  |  |  |  |  |  |  |  |  |  |  |  |  |  |  |
|  |                                                |  |  |  |  |  |  |  |  |  |  |  |  |  |  |  |
|  | 20. Пере III од Арагона                        |  |  |  |  |  |  |  |  |  |  |  |  |  |  |  |
|  |                                                |  |  |  |  |  |  |  |  |  |  |  |  |  |  |  |
|  |                                                |  |  |  |  |  |  |  |  |  |  |  |  |  |  |  |
|  | 10. Фридрих III Сицилијански                   |  |  |  |  |  |  |  |  |  |  |  |  |  |  |  |
|  |                                                |  |  |  |  |  |  |  |  |  |  |  |  |  |  |  |
|  |                                                |  |  |  |  |  |  |  |  |  |  |  |  |  |  |  |
|  | 21. Констанца од Сицилије, краљица Арагона     |  |  |  |  |  |  |  |  |  |  |  |  |  |  |  |
|  |                                                |  |  |  |  |  |  |  |  |  |  |  |  |  |  |  |
|  |                                                |  |  |  |  |  |  |  |  |  |  |  |  |  |  |  |
|  | 5. Елизабета Сицилијанска, војвоткиња Баварске |  |  |  |  |  |  |  |  |  |  |  |  |  |  |  |
|  |                                                |  |  |  |  |  |  |  |  |  |  |  |  |  |  |  |
|  |                                                |  |  |  |  |  |  |  |  |  |  |  |  |  |  |  |
|  | 22. Карло II Напуљски                          |  |  |  |  |  |  |  |  |  |  |  |  |  |  |  |
|  |                                                |  |  |  |  |  |  |  |  |  |  |  |  |  |  |  |
|  |                                                |  |  |  |  |  |  |  |  |  |  |  |  |  |  |  |
|  | 11. Елеонора Анжујска                          |  |  |  |  |  |  |  |  |  |  |  |  |  |  |  |
|  |                                                |  |  |  |  |  |  |  |  |  |  |  |  |  |  |  |
|  |                                                |  |  |  |  |  |  |  |  |  |  |  |  |  |  |  |
|  | 23. Марија Угарска (напуљска краљица)          |  |  |  |  |  |  |  |  |  |  |  |  |  |  |  |
|  |                                                |  |  |  |  |  |  |  |  |  |  |  |  |  |  |  |
|  |                                                |  |  |  |  |  |  |  |  |  |  |  |  |  |  |  |
|  | 1. Изабела Француска                           |  |  |  |  |  |  |  |  |  |  |  |  |  |  |  |
|  |                                                |  |  |  |  |  |  |  |  |  |  |  |  |  |  |  |
|  |                                                |  |  |  |  |  |  |  |  |  |  |  |  |  |  |  |
|  | 24. Матео I Виконти                            |  |  |  |  |  |  |  |  |  |  |  |  |  |  |  |
|  |                                                |  |  |  |  |  |  |  |  |  |  |  |  |  |  |  |
|  |                                                |  |  |  |  |  |  |  |  |  |  |  |  |  |  |  |
|  | 12. Стефано Виконти                            |  |  |  |  |  |  |  |  |  |  |  |  |  |  |  |
|  |                                                |  |  |  |  |  |  |  |  |  |  |  |  |  |  |  |
|  |                                                |  |  |  |  |  |  |  |  |  |  |  |  |  |  |  |
|  | 25. Бонакоса Бори                              |  |  |  |  |  |  |  |  |  |  |  |  |  |  |  |
|  |                                                |  |  |  |  |  |  |  |  |  |  |  |  |  |  |  |
|  |                                                |  |  |  |  |  |  |  |  |  |  |  |  |  |  |  |
|  | 6. Бернабо Виконти                             |  |  |  |  |  |  |  |  |  |  |  |  |  |  |  |
|  |                                                |  |  |  |  |  |  |  |  |  |  |  |  |  |  |  |
|  |                                                |  |  |  |  |  |  |  |  |  |  |  |  |  |  |  |
|  | 13. Валентина Дорија                           |  |  |  |  |  |  |  |  |  |  |  |  |  |  |  |
|  |                                                |  |  |  |  |  |  |  |  |  |  |  |  |  |  |  |
|  |                                                |  |  |  |  |  |  |  |  |  |  |  |  |  |  |  |
|  | 3. Тадеа Виконти                               |  |  |  |  |  |  |  |  |  |  |  |  |  |  |  |
|  |                                                |  |  |  |  |  |  |  |  |  |  |  |  |  |  |  |
|  |                                                |  |  |  |  |  |  |  |  |  |  |  |  |  |  |  |
|  | 28. Албоино I дела Скала                       |  |  |  |  |  |  |  |  |  |  |  |  |  |  |  |
|  |                                                |  |  |  |  |  |  |  |  |  |  |  |  |  |  |  |
|  |                                                |  |  |  |  |  |  |  |  |  |  |  |  |  |  |  |
|  | 14. Мастино II дела Скала                      |  |  |  |  |  |  |  |  |  |  |  |  |  |  |  |
|  |                                                |  |  |  |  |  |  |  |  |  |  |  |  |  |  |  |
|  |                                                |  |  |  |  |  |  |  |  |  |  |  |  |  |  |  |
|  | 29. Беатриче Корељо                            |  |  |  |  |  |  |  |  |  |  |  |  |  |  |  |
|  |                                                |  |  |  |  |  |  |  |  |  |  |  |  |  |  |  |
|  |                                                |  |  |  |  |  |  |  |  |  |  |  |  |  |  |  |
|  | 7. Беатриче дела Скала                         |  |  |  |  |  |  |  |  |  |  |  |  |  |  |  |
|  |                                                |  |  |  |  |  |  |  |  |  |  |  |  |  |  |  |
|  |                                                |  |  |  |  |  |  |  |  |  |  |  |  |  |  |  |
|  | 15. Тадеа од Кареје                            |  |  |  |  |  |  |  |  |  |  |  |  |  |  |  |
|  |                                                |  |  |  |  |  |  |  |  |  |  |  |  |  |  |  |
|  |                                                |  |  |  |  |  |  |  |  |  |  |  |  |  |  |  |